# スベン・ロール
スベン・ロール（ドイツ語: Sven Loll 1964年4月4日-) は、旧東ドイツの東ベルリン出身の柔道選手。現役時代は71kg級の選手。身長182cm。

## 人物
東ドイツの柔道選手として、1983年から2年続けてヨーロッパジュニア71kg級で2位になった。1987年のヨーロッパ選手権で3位、1988年には2位となった。1988年ソウルオリンピックでは決勝まで進むが、フランスのマルク・アレクサンドルに効果で敗れたものの銀メダルを獲得した。その後、1990年には階級を78kg級に上げると、ドイツ国際で2年連続2位に入った。

## 主な戦績
- 1983年 - ヨーロッパジュニア　2位
- 1984年 - ヨーロッパジュニア　2位
- 1986年 - 東ドイツ国際　2位
- 1986年 - ポーランド国際　優勝
- 1987年 - 東ドイツ国際　3位
- 1987年 - ハンガリー国際　3位
- 1987年 - ヨーロッパ選手権　3位
- 1988年 - 東ドイツ国際　3位
- 1988年 - ヨーロッパ選手権　2位
- 1988年 - ソウルオリンピック　2位
- 1989年 - 東ドイツ国際　3位
- 1990年 - ドイツ国際　2位(78kg級)
- 1991年 - ドイツ国際　2位(78kg級)